# Брей (Ирландия)

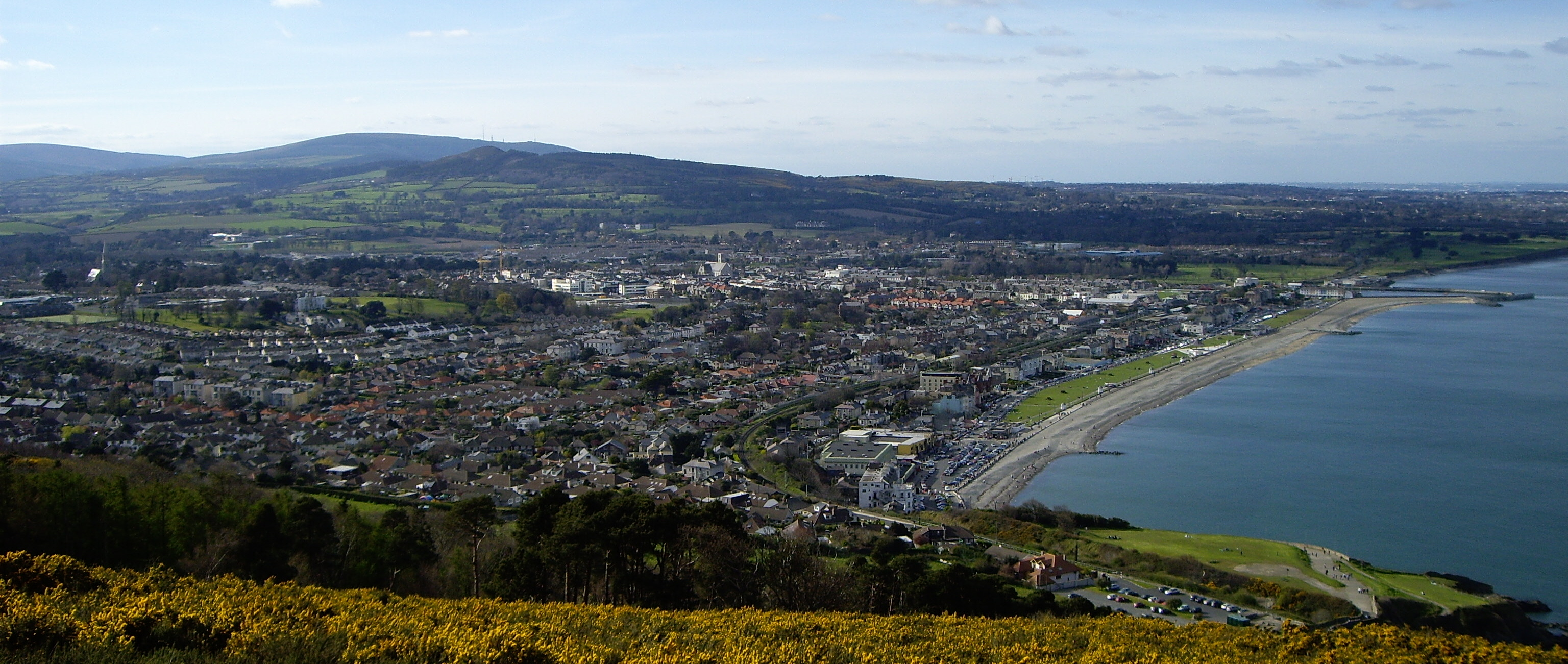
Вид на город с Брей Хэда

Брей (ирл. Bré (Бре), ранее Brí Chualann (Бри-Хуалан); англ. Bray) — крупнейший город графства Уиклоу, Ирландия. Находится на побережье Ирландского моря, в 20 километрах южнее Дублина. Население в 36 тысяч человек делает Брей также крупнейшим тауном (town) Ирландии, исключая 5 сити (city).
Город расположен на границе графств Уиклоу и Дублин, на территории которого находятся северные пригороды Брея. Близость Дублина позволяет большому количеству жителей Брея работать в столице, а дублинцам приезжать сюда на выходные. В городе расположена киностудия Ardmore Studios, известная по фильмам «Экскалибур», «Храброе сердце» и «Завтрак на Плутоне».
Местная железнодорожная станция была открыта 10 июля 1854 года.
У Брея есть три города-побратима:  Вюрцбург,  Дублин и  Бегл.

## Демография
Население — 31 901 человек (по переписи 2006 года). В 2002 году население составляло 30 951 человек. При этом, население внутри городской черты (legal area) было 27 041, население пригородов (environs) — 4860.
Данные переписи 2006 года:
| Общие демографические показатели |               |                               |                               |       |       |
| Всё население                    | Всё население | Изменения населения 2002—2006 | Изменения населения 2002—2006 | 2006  | 2006  |
| 2002                             | 2006          | чел.                          | %                             | муж.  | жен.  |
| 30 951                           | 31 901        | 950                           | 3,1                           | 15431 | 16470 |

В нижеприводимых таблицах сумма всех ответов (столбец «сумма»), как правило, меньше общего населения населённого пункта (столбец «2006»).
| Религия (Тема 2 — 5 : Число людей по религиям, 2006) |             |                |             |            |        |        |
| Католики, чел.                                       | Католики, % | Другая религия | Без религии | не указано | сумма  | 2006   |
| 26 032                                               | 81,6        | 2795           | 2478        | 596        | 31 901 | 31 901 |

| Этно-расовый состав (Этничность. Тема 2 — 3 : Постоянное население по этническому или культурному происхождению, 2006) |            |              |       |        |        |            |        |        |
| Белые ирландцы | Лухт-шулта | Другие белые | Негры | Азиаты | Другие | Не указано | сумма  | 2006   |
| 26 976 | 146        | 2319         | 150   | 831    | 367    | 598        | 31 387 | 31 901 |
| Доля от всех отвечавших на вопрос, %                                                                                   |            |              |       |        |        |            |        |        |
| 85,9 | 0,5        | 7,4          | 0,5   | 2,6    | 1,2    | 1,9        | 100    | 98,41  |

1 — доля отвечавших на вопрос о языке от всего населения.
| Владение ирландским языком (Тема 3 — 1 : Число людей от 3 лет и старше по способности говорить по-ирландски, 2006) |        |            |        |        |
| Владеете ли Вы ирландским языком?                                                                                  |        |            |        |        |
| Да | Нет    | Не указано | сумма  | 2006   |
| 10 915 | 18 869 | 808        | 30 592 | 31 901 |
| Доля от всех отвечавших на вопрос о языке, %                                                                       |        |            |        |        |
| 35,7 | 61,7   | 2,6        | 100    | 95,91  |

1 — доля отвечавших на вопрос о языке от всего населения.
| Использование ирландского языка (Тема 3 — 2 : Говорящие по-ирландски от 3 лет и старше по частоте использования ирландского языка, 2006) |                                                            |                                               |                                               |                                               |                                               |                                               |        |                                     |        |
| Как часто и где Вы говорите по-ирландски?                                                                                                |                                                            |                                               |                                               |                                               |                                               |                                               |        |                                     |        |
| ежедневно, только в образовательных учреждениях                                                                                          | ежедневно, как в образовательных учреждениях, так и вне их | в других местах (вне образовательной системы) | в других местах (вне образовательной системы) | в других местах (вне образовательной системы) | в других местах (вне образовательной системы) | в других местах (вне образовательной системы) | сумма  | всего, отвечавших на вопрос о языке | 2006   |
| ежедневно, только в образовательных учреждениях                                                                                          | ежедневно, как в образовательных учреждениях, так и вне их | ежедневно                                     | каждую неделю                                 | реже                                          | никогда                                       | не указано                                    | сумма  | всего, отвечавших на вопрос о языке | 2006   |
| 3396 | 219                                                        | 266                                           | 574                                           | 3567                                          | 2733                                          | 160                                           | 10 915 | 30 592                              | 31 901 |
| Доля от всех отвечавших на вопрос о языке, %                                                                                             |                                                            |                                               |                                               |                                               |                                               |                                               |        |                                     |        |
| 11,1 | 0,7                                                        | 0,9                                           | 1,9                                           | 11,7                                          | 8,9                                           | 0,5                                           | 35,7   | 100                                 |        |

| Типы частных жилищ (Тема 6 — 1(a) : Число частных домовладений по типу размещения, 2006) |          |         |                 |            |        |        |
| Отдельный дом                                                                            | Квартира | Комната | Переносные дома | не указано | сумма  | 2006   |
| 9308                                                                                     | 1206     | 93      | 36              | 218        | 10 861 | 31 901 |

## Образование
В городе есть колледж Представления.

## Спорт
В городе базируется футбольный клуб «Брей Уондерерс», выступающий на стадионе «Карлайл Граундс».